# Okręg wyborczy McMahon
Okręg wyborczy McMahon (ang. Division of McMahon) – jednomandatowy okręg wyborczy do Izby Reprezentantów Australii, położony w zachodniej części Sydney. Powstał w 2010 w ramach okresowej korekty granic okręgów wyborczych, aby zapewnić podobną liczbę wyborców w każdym z nich. Jego patronem jest były premier Australii William McMahon. Pierwszym i jak dotąd jedynym posłem wybranym w okręgu jest Chris Bowen, który wcześniej reprezentował zlikwidowany okręg wyborczy Prospect, którego obszar częściowo pokrywał się z nowym okręgiem McMahon.

## Lista posłów
| okres urzędowania | poseł       | przynależność             |
| ----------------- | ----------- | ------------------------- |
| od 2010           | Chris Bowen | Australijska Partia Pracy |

źródło:

## Dawne granice

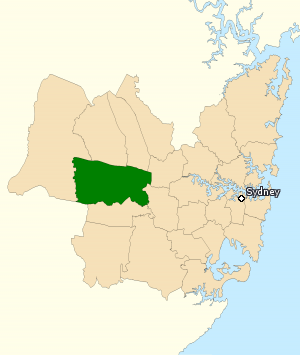
Okręg w granicach z 2010 roku